# Tom Walkinshaw Racing
Tom Walkinshaw Racing (TWR, TWR Sport) – były brytyjski konstruktor samochodów wyścigowych oraz zespół wyścigowy założony przez kierowcę wyścigowego Toma Walkinshawa w 1976 roku z bazą w Kidlington, nieopodal Oxfordu.
W pierwszych latach działalności zespół startował głównie w wyścigach samochodów turystycznych, korzystając z samochodów Mazdy i Rovera. W 1982 roku zawarto długoletnią współpracę z Jaguarem. Ekipa odnosiła zwycięstwa w European Touring Car Championship, a w 1988 i 1990 roku była najlepsza w 24-godzinnym wyścigu Le Mans. Poza wyżej wymienionymi seriami ekipa pojawiała się także w stawce British Touring Car Championship, Spa 24 Hours, World Sportscar Championship, IMSA GT Championship, 24-godzinnego wyścigu Daytona. W latach 1994–1998 zespół współpracował z Volvo w BTCC.
Ekipa ścigała się także w wyścigach bolidów wyścigowych. Po licznych występach w Formule 3, w 1993 roku zespół dołączył do stawki Formuły 3000, będąc reprezentowanym przez Jordi Gené. W latach 1992-2002 Tom Walkinshaw Racing był zaangażowany w Formule 1. Początkowo Tom Walkinshaw był dyrektorem Benetton Formula. W 1996 roku Walkinshaw kupił większość udziałów Arrows. Zespół ten jednak nie zdołał niczego osiągnąć w Formule 1. W związku z tym Arrows miał problem z przyciągnięciem sponsorów. Ostatecznie zespół zlikwidowano w 2002 roku. Likwidacja tego zespołu pociągnęła za sobą także likwidację jego głównego akcjonariusza - Tom Walkinshaw Racing.

## Sukcesy zespołu
- 24h Le Mans

1988 (C1) - Jaguar XJR-9 (Jan Lammers, Johnny Dumfries, Andy Wallace)
1990 (C1) - Jaguar XJR-12 (John Nielsen, Price Cobb, Martin Brundle)
- 24h Daytona

1988 - Jaguar XJR-9 (Raúl Boesel, Martin Brundle, John Nielsen, Jan Lammers)
1990 - Jaguar XJR-12D (Davy Jones, Andy Wallace, Jan Lammers)
- British Touring Car Championship

1980 - Win Percy
1981 - Win Percy
1998 - Rickard Rydell